# Göran Sonnevi
Sven-Göran Manne Sonnevi (født 3. oktober 1939 i Lund) er en svensk digter og oversætter.

## Liv og karriere
Han voksede op i Halmstad og studerede litteratur og sprogvidenskab på Lunds Universitet. Her fik han også bibliotekaruddannelse. I mange år har han boet i Järfälla kommun uden for Stockholm.
Göran Sonnevi er en af de mest populære moderne digtere og oversættere fra Sverige. Han har f.eks. oversat værker af Osip Mandelstam, Ezra Pound og Friedrich Hölderlin til svensk. Nogle af hans digte ser nærmere på verdensomspændende og politiske forhold såsom Vietnamkrigen, Den kolde krig og dens afslutningsfaser samt globalisering og immigration.
I 2006 vandt Sonnevi Nordisk Råds Litteraturpris for sin digtsamling Oceanen.